# Filips van Komen

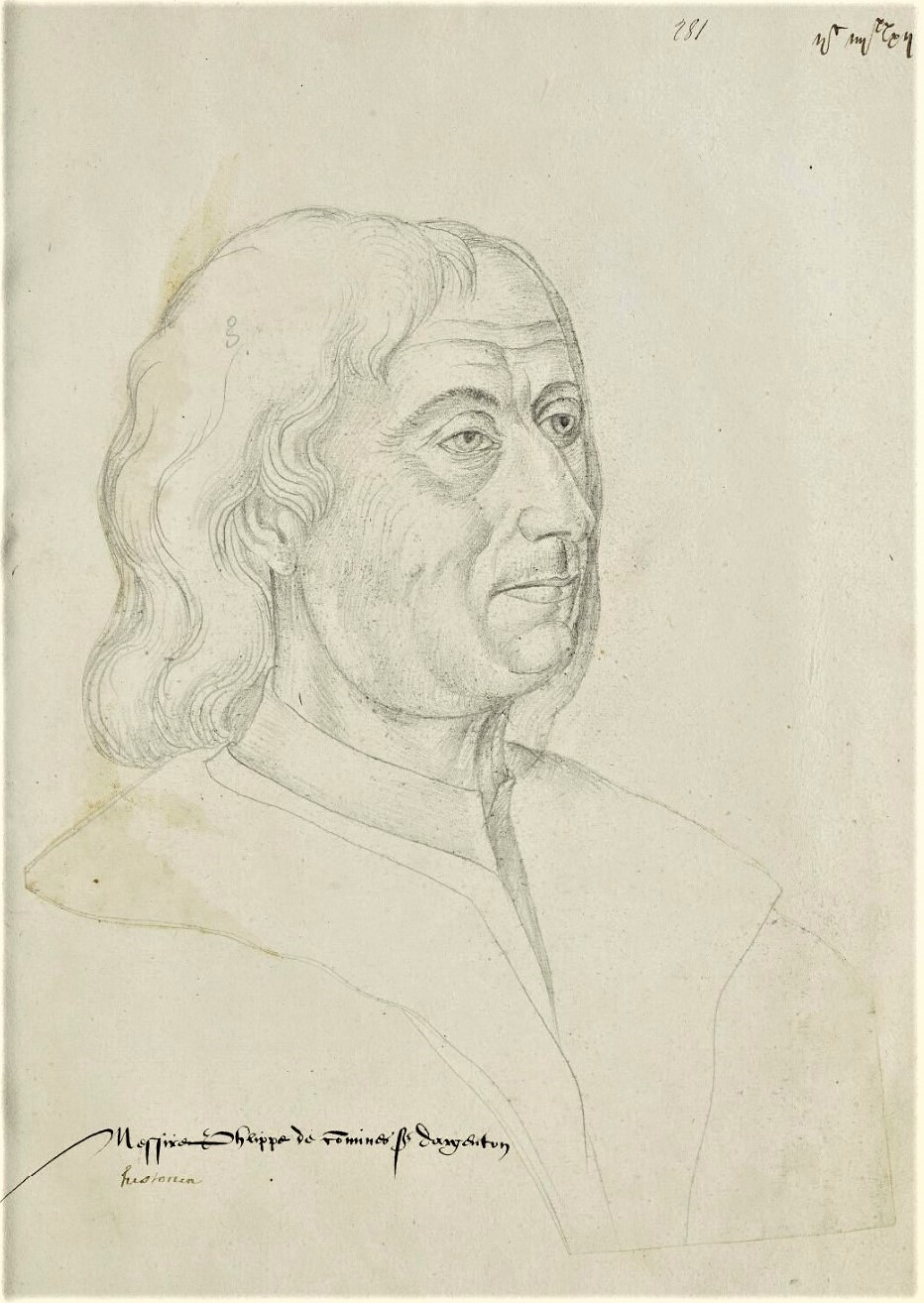
Filips van Komen (Recueil d'Arras, 16e eeuw)

Filips van Komen (Frans: Philippe de Commynes of Commines) (Ruisscheure, ca. 1447 - Argenton-Château, 18 oktober 1511) was een Bourgondisch staatsman, diplomaat en geschiedschrijver. 
Hij was een Franstalige Vlaming die belangrijke functies vervulde bij hertog Karel de Stoute, en daarna overliep naar diens aartsvijand koning Lodewijk XI van Frankrijk. Zijn werk Mémoires (over de periode 1464 - 1498) getuigt van zijn machiavellistische opvattingen, maar ook van zijn sterk kritische instelling. Als zodanig is het een voorloper van de renaissanceliteratuur.

## Levensloop

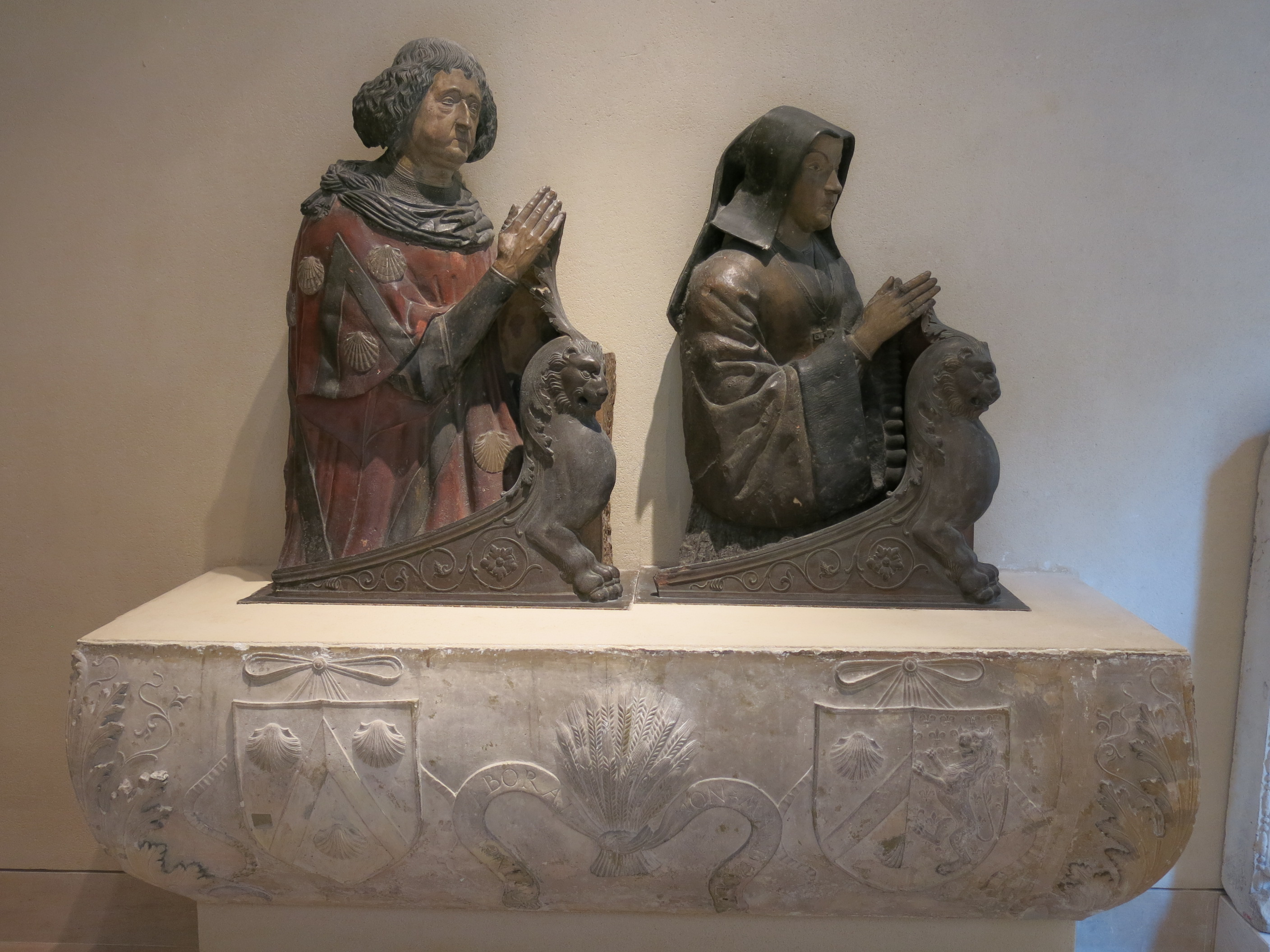
Filips van Komen en zijn echtgenote (Louvre)

Filips werd geboren in het kasteel van Ruisscheure in 1447 of de jaren ervoor. Zijn familie was afkomstig uit de buurt van Ieper en stamde af van de adel en het stadspatriarchaat. Zijn voorouders waren reeds in dienst van de Bourgondiërs en Filips was een petekind van hertog Filips de Goede. Hij kreeg een opleiding tot ridder, maar bezat ondanks een goede talenkennis enkel een notie van Latijn. Filips werd al vroeg wees en ontving maar een bescheiden erfenis. Hij trad in dienst van Karel, toen nog graaf van Charolais en lid van de Ligue du Bien Public, en beleefde in 1465 zijn vuurdoop in de strijd tegen het Franse leger van koning Lodewijk XI. In 1468 was hij aanwezig in Péronne tijdens de vredesonderhandelingen tussen Karel, intussen hertog van Bourgondië, en koning Lodewijk XI. Daar beschermde hij de koning tegen een woedeaanval van Karel de Stoute. In augustus 1472 wisselde Filips van kamp. Karel de Stoute reageerde op het verraad door de goederen van Filips te laten confisceren. Van de Franse koning kreeg hij een mooie toelage en de titel van raadsheer en kamerheer. Tussen 1476 en 1485 was hij seneschalk van Poitou. Hij ontving van de koning ook talrijke domeinen in deze streek, waaronder het kasteel van Argenton. Tot diens dood in 1483 was Filips een intimus van koning Lodewijk XI en een van zijn voornaamste raadgevers.
Na de dood van de koning koos Filips het kamp van Lodewijk van Orléans, de schoonbroer van de nieuw koning Karel VIII. Dit kwam hem duur te staan. Lodewijk en zijn medestanders werden beschuldigd van opstand en werden gevangengenomen. Filips zat van januari tot juli 1487 gevangen in een kooi in de donjon van Loches. Op 24 mei 1489 werd hij veroordeeld tot een huisarrest van tien jaar en de inbeslagname van een kwart van zijn goederen. Deze moeilijke episode was aanleiding tot het beginnen schrijven van zijn Mémoires. Vanaf januari 1491 werd Filips weer toegelaten aan het hof. Koning Karel VIII vertrouwde hem een diplomatieke missie in Florence en Venetië toe. En tijdens de Slag bij Fornovo (1495) tijdens de Italiaanse Oorlogen streed hij aan de zijde van de koning. 
Na de dood van Karel VIII in 1498 reisde Filips van zijn kasteel van Argenton naar Amboise om eer te bewijzen aan de nieuwe koning, Lodewijk XII. Hoewel Filips in 1483 het kamp van Lodewijk had gekozen, werd hij niet opgenomen tussen de vertrouwelingen van de nieuwe koning. Pas in 1505 werd hij benoemd tot raadsheer en gewoon kamerheer, waarschijnlijk door tussenkomst van koningin Anna. Hij vergezelde Lodewijk naar Italië. Hij overleed in 1511 in zijn kasteel in Argenton.
Filips huwde met Hélène de Chambes-Montsoreau. Hun dochter Johanna (-1513) werd de eerste echtgenote van René van Brosse, graaf van Penthièvre.

## Mémoires

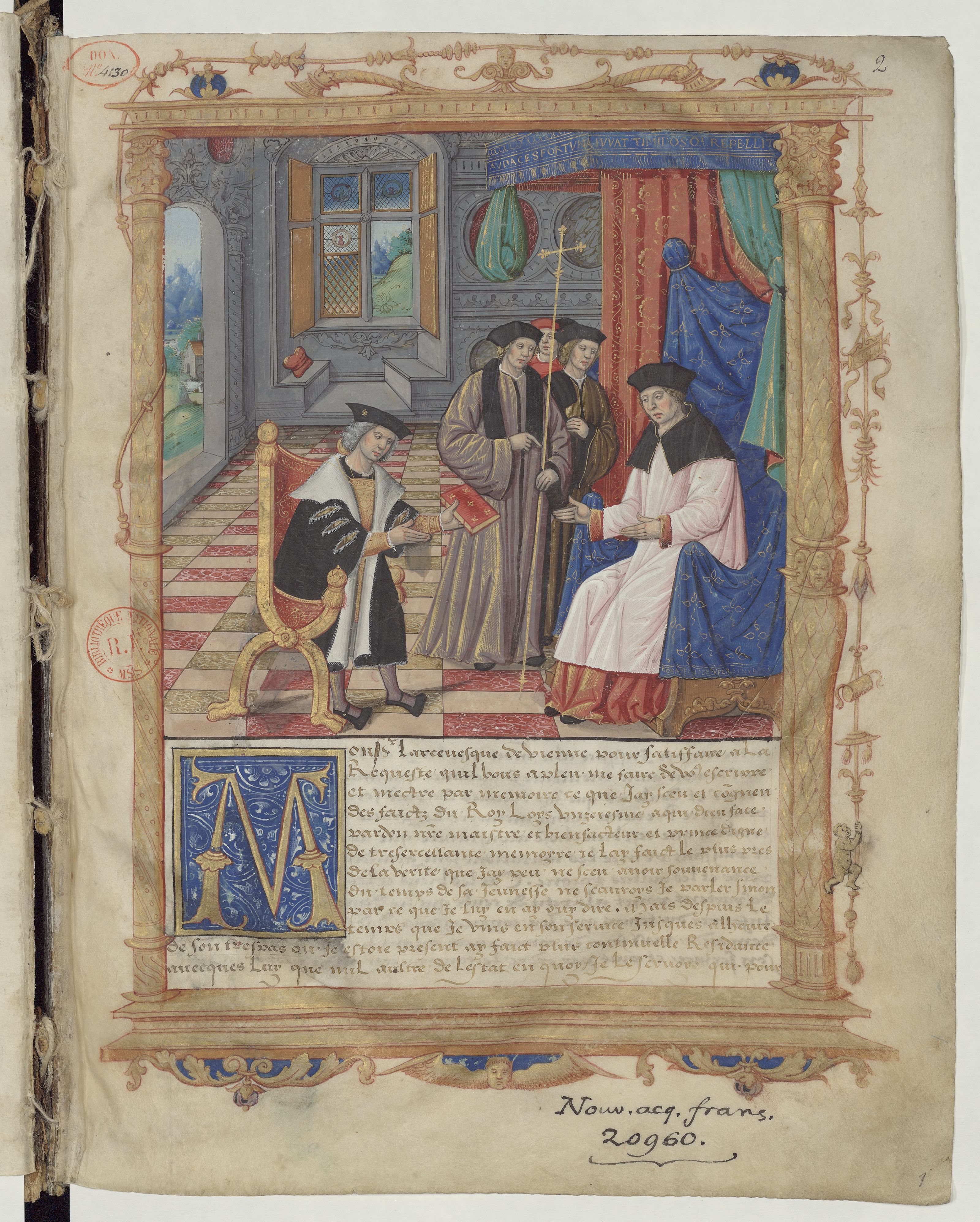
Filips van Komen overhandigt zijn Mémoires aan aartsbisschop Angelo Catone

De Mémoires gaan over de jaren 1464 - 1498 en bestaan in de overgeleverde versie uit acht boeken. De eerste zes boeken behandelen de periode 1464-1465 tot 1483, de regeerperiode van koning Lodewijk XI. Ze handelen voor een groot stuk over de strijd tussen Frankrijk en Bourgondië die eindigde met de dood van Karel de Stoute bij Nancy in 1477. De laatste twee boeken, De reis naar Napels, behandelen de relaties tussen koning Karel VIII van Frankrijk en de Italiaanse staten. De Mémoires zouden bedoeld zijn als richtlijn voor Angelo Catone, de aartsbisschop van Vienne, die een biografie in het Latijn over koning Lodewijk XI wilde schrijven.
Van de Mémoires bestaan enkele manuscripten van het begin van de 16e eeuw, maar geen in het handschrift van Filips van Komen zelf. Mogelijk circuleerden er al exemplaren van het werk tussen zijn kennissen nog voor zijn dood in 1511. Maar dit is niet zeker, want koning Lodewijk XII was toen ook nog in leven en wordt niet steeds gunstig geportretteerd door Filips van Komen. De Mémoires werden veelvuldig gedrukt tijdens de Renaissance.

### Publicatie
- Mémoires, in: Albert Pauphilet & Edmond Pognon, Historiens et chroniqueurs du Moyen Age, Parijs, Bibliothèque de la Pléiade, 1958.
- Mémoires, wetenschappelijke uitgave door Joël Blanchard, Genève, 2007.